# Герга
Герга — село в Каякентском районе Республики Дагестан.
Образует сельское поселение село Герга, как единственный населённый пункт в его составе.

## Географическое положение
Село расположено вдоль федеральной автотрассе «Кавказ», в 5 км к юго-западу от районного центра — Новокаякент и в 23 км к югу от города Избербаш.

## История
Прежнее село Герга было расположено на стыке нынешних Сергокалинского, Акушинского и Дахадаевского районов. В 1944 году всё население села было переселено в чеченское селение Кошкельды Чечено-Ингушской АССР, а село Кошкельды переименовано в Герга. В 1957 году в связи с реабилитацией чеченцев, население села было обратно переселено в Дагестан, но уже на территорию Каякентского района.

## Население
| 1959  | 1970  | 1989  | 2002  | 2010  | 2012  | 2013  |
| ----- | ----- | ----- | ----- | ----- | ----- | ----- |
| 987   | ↗1937 | ↗2224 | ↗3529 | ↗3913 | ↘3883 | ↘3867 |
| 2014  | 2015  | 2016  | 2017  | 2018  | 2019  | 2020  |
| ↘3851 | ↗3858 | ↗3867 | ↗3892 | ↗3899 | ↗3916 | ↘3903 |
| 2021  | 2023  | 2024  | 2025  |       |       |       |
| ↗4064 | ↗4077 | ↗4094 | ↗4169 |       |       |       |

Национальный состав
По результатам Всероссийской переписи населения 2010 года:
| № | Национальность | Численность, чел. | Доля    |
| - | -------------- | ----------------- | ------- |
| 1 | даргинцы       | 3 871             | 98,93 % |
| 2 | другие         | 42                | 1,07 %  |

## Экономика
В селе расположено крупное виноградческое хозяйство «Гергинский».
Действует коньячный завод ЗАО «Галактика».

## Образование
- Гергинская государственное средняя общеобразовательная школа[21].